# Herb Łabiszyna
Herb Łabiszyna – jeden z symboli miasta Łabiszyn i gminy Łabiszyn w postaci herbu uchwalony 28 marca 2012 (uchwała rady miejskiej nr XIII/120/12).

## Wygląd i symbolika
Herb przedstawia srebrną, prawą, otwartą dłoń w słup, widzianą od strony wewnętrznej, umieszczoną w błękitnym polu.

## Historia
Dokładna historia herbu Łabiszyna nie jest znana. Wiadomo jednak, że w roku 1595 został uzupełniony o dwie białe róże umieszczone po obu stronach prawicy. Symbolizowały one dwie społeczności – z zamku na przedmieściu oraz ze starego grodu. Natomiast kolce róż to oznaka ich wzajemnej wrogości, wynikającej z konkurencji o władzę. W latach późniejszych róże zamieniono na dwie koniczynki, jako symbol miasta rolniczego. W Łabiszynie było 1000 rolników i rzemieślników, wśród których wyróżniała się dobrze zorganizowana grupa zamożnych bartników. Na niebieskim tle umieszczona była prawica rycerska z palcami ułożonymi do przysięgi, po obu stronach widniały zielone, czterolistne koniczynki. Herb symbolizował honor, prawość i sprawiedliwość oraz dbałość władz miasta o jego mieszkańców. 
8 marca 1990 roku władze miasta uchwaliły przywrócenie herbu nawiązującego do jego wyglądu na pieczęci miejskiej z XIV wieku. Na błękitnym polu umieszczono „prawe opancerzone przedramię, z dłonią w geście błogosławieństwa, między dwiema czterolistnymi, zielonymi koniczynami”. Jednak Ministerstwo Spraw Wewnętrznych i Administracji stwierdziło niezgodność dotychczasowego herbu Łabiszyna z zasadami heraldyki, weksylologii i miejscową tradycją historyczną, co w 2007 roku potwierdziła działająca przy ministerstwie Komisja Heraldyczna. Zgodnie z jej opinią w herbie powinna być umieszczona prawa dłoń otwarta, co miało być świadectwem posiadania kiedyś przez miasto Łabiszyn tzw. prawo miecza. Opracowano nowy wzór herbu. Na błękitnym polu jest umieszczona srebrna, otwarta prawa dłoń. 9 lutego 2012 uzyskał pozytywną opinię Komisji Heraldycznej, a 28 marca rada miejska jednogłośnie zatwierdziła nowy herb.